# Heffler Konrád
Heffler Konrád Sándor (Perény (Abaúj megye), 1850. december 17. – Lelesz, 1920. május 16.) premontrei áldozópap és főgimnáziumi tanár.

## Életútja
A premontrei rendbe lépett 1868. október 1-jén és a bécsi egyetemen hallgatta a teológiát; 1875. augusztus 5-én pappá szentelték. Tanár volt 1876-79-ben Nagyváradon, 1879-80-ben Jászón tanárvizsgálatra készült, 1880-81-ben ismét gimnáziumi tanár volt Rozsnyón, 1881-82-ben Kassán, 1882-85-ben jószágkormányzó Jászón, 1885-89-ben tanár Rozsnyón. 1889-től Kassán tanított, ahol a magyar nyelvet, irodalmat és a bölcseletet adta elő.

## Művei
- Kisfaludy Sándor költészete. Rozsnyó, 1881. (Különnyomat a rozsnyói főgimnázium Értesítőjéből).

Cikkei a Nagyváradban (1879. A phonograph, hangíró), a Felsőmagyarországi Minervában (1894. 2. sz. Jókai Mór), az Abauj-Kassai Közlönyben (1881. Allocutiones, 1883. Mit beszélnek a virágok).
Programmértekezései a nagyváradi főgimnázium Értesítőjében (1879. Szentpétery Károly emlékezete), a kassai főgymn. Jelentésében (1882. Kisfaludy Károly Irénéje, 1891. Ünnepi beszéd Nátafalusy Kornél 30 éves tanársága jubileumára, 1893. A test és a lélek kölcsönös hatása. Kaczvinszky Viktor emlékezete).